# Comuna Cerneava, Volociîsk
Cerneava (în ucraineană Чернява) este o comună în raionul Volociîsk, regiunea Hmelnîțkîi, Ucraina, formată din satele Cerneava (reședința), Hleadkî și Kușcivka.

## Demografie
Componența lingvistică a comunei Cerneava
     Ucraineană (99,41%)
     Alte limbi (0,59%)
Conform recensământului din 2001, majoritatea populației comunei Cerneava era vorbitoare de ucraineană (99,41%), existând în minoritate și vorbitori de alte limbi.